# Saarilampi (sjö i Finland, Norra Österbotten, lat 65,55, long 27,43)
Saarilampi är en sjö i Finland. Den ligger i kommunen Pudasjärvi i landskapet Norra Österbotten, i den centrala delen av landet, 600 km norr om huvudstaden Helsingfors. Saarilampi ligger 159,5 meter över havet. Arean är 25,2 hektar och strandlinjen är 2,61 kilometer lång. Sjön  ingår i Ijo älvs huvudavrinningsområde. 